# Вілла Альдобрандіні
Вілла Альдобрандіні ( Villa Aldobrandini ) — заміська вілла родини Альдобрандіні під Римом.

## Історія

### Архітектори
Задум створити віллу виник наприкінці 16 століття. Будівництво стало можливим завдяки отриманню великих коштів родиною Альдобрандіні, представник якої посів місце папи римського (Климент VIII) і вдалого залучення до проектування і будівництва архітектора Джакомо делла Порта.
На цьому місті була невелика садиба єпископа Олександра Руфіні, яка вже не задовольняла смакам родини Альдобрандіні, зростанню її престижу.
Архітектор мав великий авторитет і завершував грандіозне будівництво головного собору католиків - собору Св. Петра в Римі. Цього разу йому доручили створення заміської вілли для фактичного володаря папської держави. Її грандіозні розміри мали підкреслити велич володаря, хоча офіційним замовником був племінник папи - кардинал П'єтро Альдобрандіні.
Будівництво тривало у 1598 - 1602 роках. Джакомо делла Порта помер у 1602 р., а добудови і створення інтер'єрів продовжили архітектори Карло Мадерно та Джованні Фонтана.

### Складові частини ансамблю

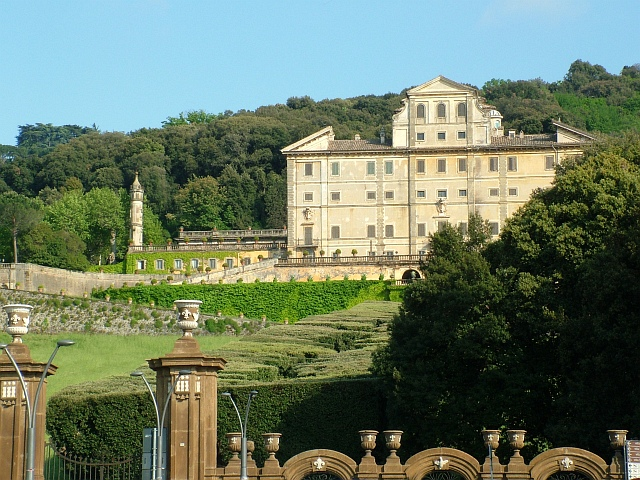
Вигляд вілли з боку міста

Ансамбль має чітку осьову побудову, напрямок якої започаткував гірський ручай. Вілла побудована на схилі пагорба, а ручай використали для створення каскаду, грандіозного німфею, довжина якого дорівнює довжині палацу. Вісь продовжується за палацом в нижній сад і надала напрям вулиці міста (віале Катона), тобто отримала містобудівне значення.
Інтер'єри оздоблені картинами художників доби пізнього маньєризму і бароко, серед яких 
- Федеріко Цуккарі
- Таддео Цуккарі
- Кавалер д'Арпіно
- Доменікіно

Висока мистецьк вартість споруд і самого ансамблю зробила віллу Альдобрандіні явищем в мистецтві, рівним уславленим зразкам на кшталт Вілли д'Есте, Вілли Торлонія, палаццо Пітті тощо.

### Каскад і німфей

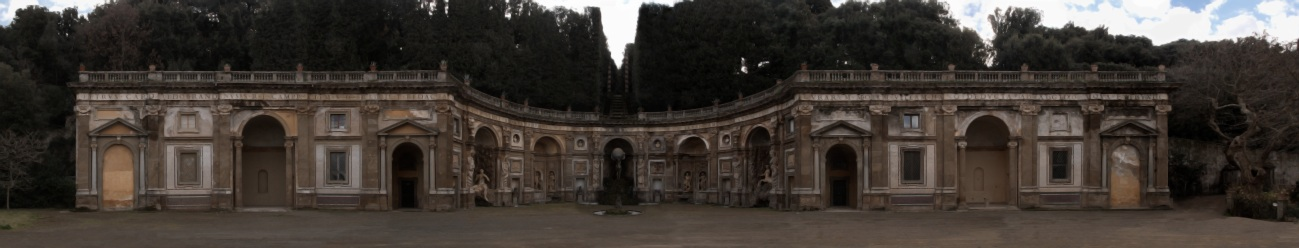
Німфей вілли

Окрасою комплексу стали каскад і німфей. Останній- розкішна архітектурна декорація з фонтанами і декором, що нагадувала театральну декорацію. Регулярні частини саду розташовані поблизу палацу і не виходять далеко в природне оточення, а скупчені поблизу центральної осі.

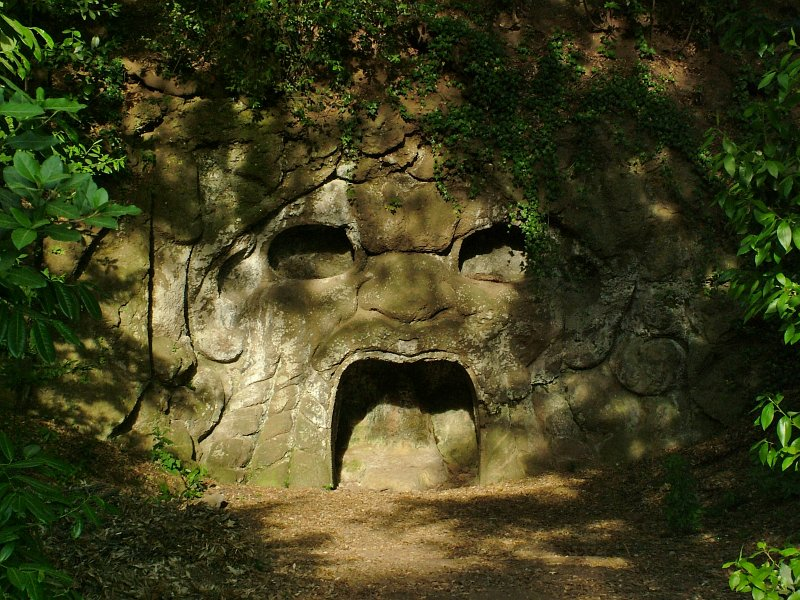
Маска монстра в саду вілли
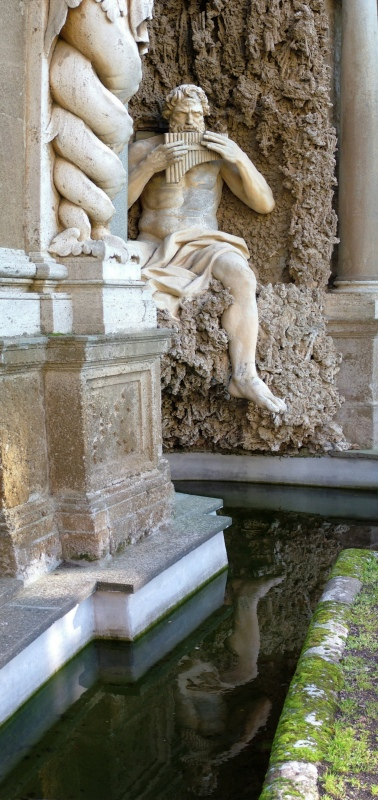
Скульптура велетня Поліфема, що грає на сопілці бога Пана, 1621 рік, скульптор Жак Серезін
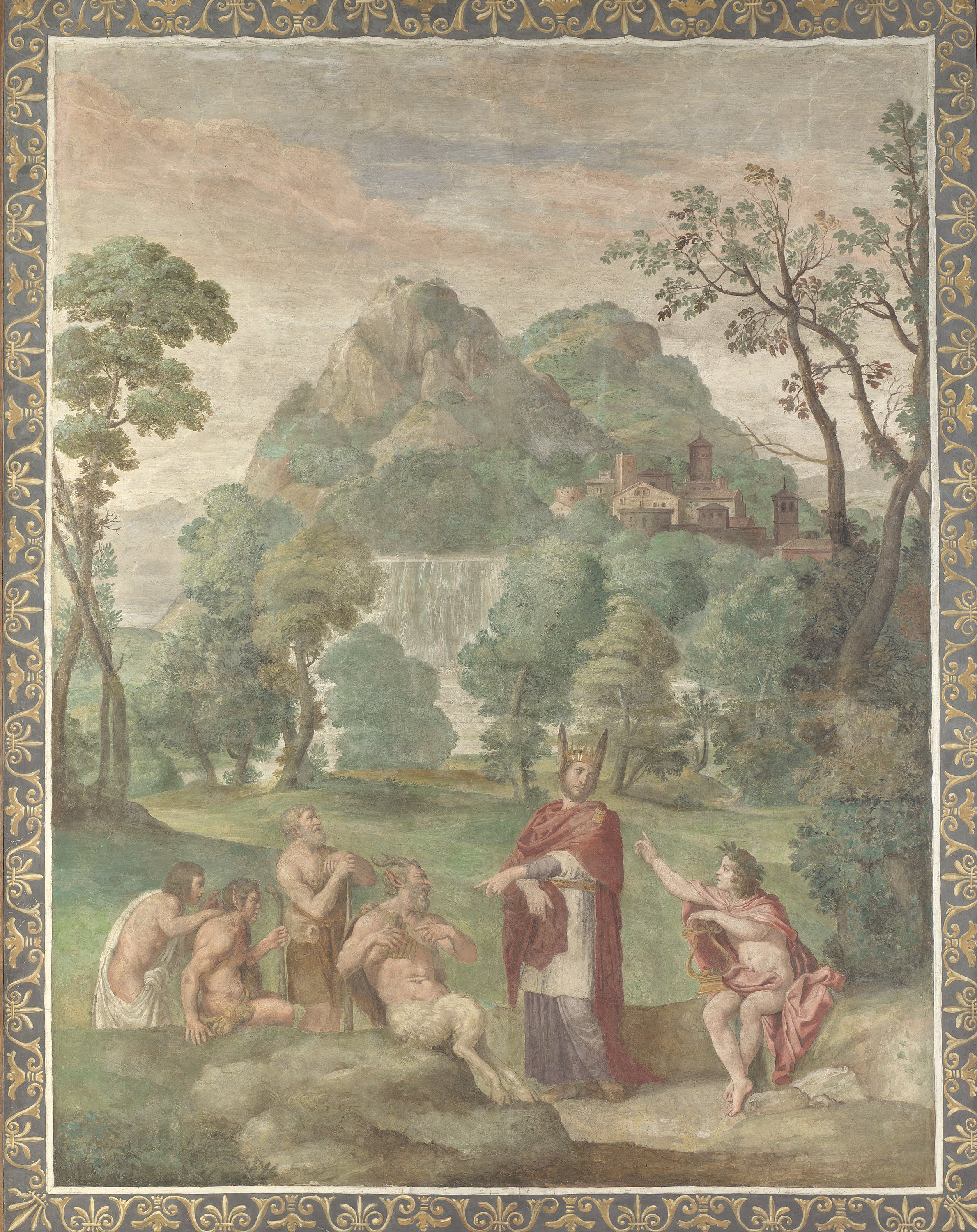
«Суд царя Мідаса», фреска роботи Доменікіно.